# Phaeogenes foveolatus
Phaeogenes foveolatus là một loài tò vò trong họ Ichneumonidae.